# 2414 Vibeke
2414 Vibeke eller 1931 UG är en asteroid i huvudbältet, som upptäcktes 18 augusti 1931 av den tyske astronomen Karl Wilhelm Reinmuth i Heidelberg. Den har fått sitt namn efter Leif Kahl Kristensens dotter.
Asteroiden har en diameter på ungefär 31 kilometer och den tillhör asteroidgruppen Ursula.